# Lucas Samaras

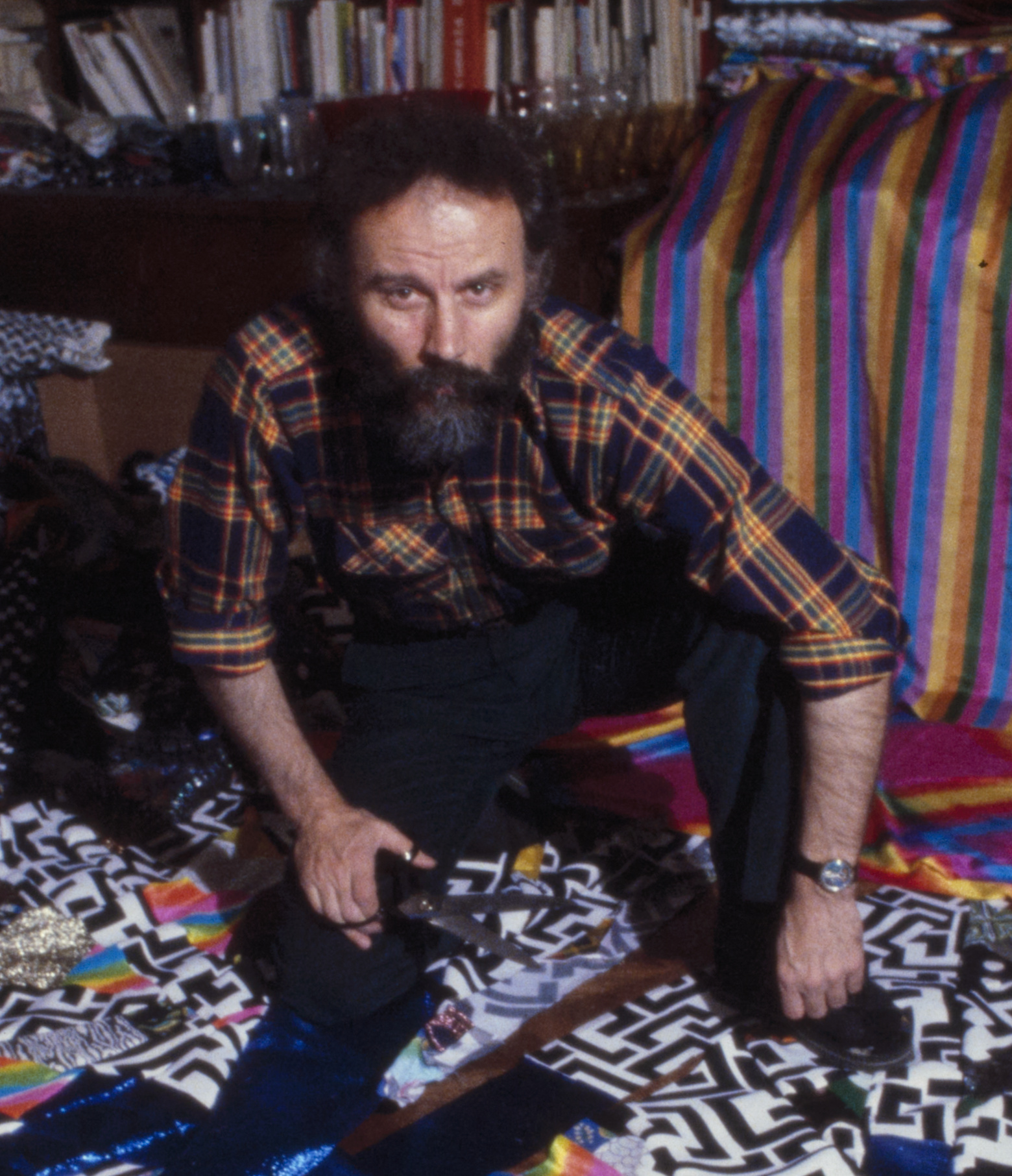
Lucas Samaras (1982)

Lucas Samaras (griechisch Λουκάς Σαμαράς) (* 14. September 1936 in Kastoria, Griechenland; † 7. März 2024 in New York City) war ein US-amerikanischer Maler und Bildhauer griechischer Herkunft.

## Werdegang
Samaras lebte ab 1948 in den USA, deren Staatsbürgerschaft er 1955 zusätzlich zur griechischen erhielt. 1959 hatte er in der New Yorker Reuben Gallery seine erste Einzelausstellung. Er war Teilnehmer der 4. documenta in Kassel im Jahr 1968 und auch auf der Documenta 5 (1972) in der Abteilung Individuelle Mythologien, der Documenta 6 im Jahr 1977 und auf der Documenta 14 als Künstler vertreten. 2009 war er im griechischen Pavillon auf der 53. Biennale in Venedig mit der Installation PARAXENA vertreten.
Für seine Kunstwerke benutzte er Elemente wie Messer, Rasierklingen und Nadeln.
Seine Werke sind in den in vielen großen Sammlungen vertreten, darunter: Getty Museum (Los Angeles), Museum of Modern Art (New York City), National Gallery of Australia (Canberra), Tate Gallery (London), National Gallery of Art (Washington D.C.), Smithsonian American Art Museum (Washington D.C.), dem Whitney Museum of American Art (New York City) und der Nationalgalerie in Athen.